# SolarVenti
SolarVenti er en termisk luftsolfanger, som kan sende tør og varm luft ind i en bygning. Den første SolarVenti luftsolfanger model blev introduceret i 1986.
I 2017 er omkring 75.000 SolarVenti anlæg i drift hos kunder i 30 lande.

## Virksomheden bag
Virksomheden SolarVenti A/S er produktions- og salgsvirksomhed i Thorsø i Østjylland med kun 20 fuldtidsansatte medarbejdere og fungerer som et dagligt samarbejde med bl.a. montører, forhandlere og underleverandører verden over. Virksomheden har solgt, udviklet, projekteret og monteret solvarmeprodukter siden 1981. Ud over luftsolfangere sælger selskabet produkter til opvarmning af swimmingpools og  energifangere til forbedring af jordvarmeanlæg. Firmaet har udført en række udviklingsprojekter sammen med DTU, DTI, Ekolab, Krydsrumsarkitekter, DJH og DGE.  Anlæggene er testet hos Delta lab. og Fraunhofer Inst. i Freiburg og har opnået de internationale certifikater Solar Keymark. For udvikling og salg til bl.a. Afrika samarbejdes med Acces2innovation i Aalborg.  

## Produktet
En systematisk udvikling og afprøvning af SolarVenti blev for alvor påbegyndt i 2001. SolarVenti A/S ville selv producere og sælge en idé virksomheden havde til en luftsolfanger, som udelukkende var drevet af solen uden tilslutning til el-net. 
Med den nye ”SolarVenti” havde SolarVenti gennem produktudvikling blandt flere andre fordele opnået en driftssikker og effektiv selvafkøling af anlægget og dermed også muligheden for at placere den el-producerende solcelle beskyttet inde i solfangerpanelet. Den bagvedliggende teknik er i dag patenteret i bl.a. Kina, Japan, Australien – foruden Europa, Rusland, USA og Canada.  Siden 2010 har firmaet udvidet produktrækken så der desuden fremstilles større anlæg til professionel brug, som til fabriks- og sportshaller eller til tørrings formål i industri og landbrug. En anden væsentlig udvikling er anlæg specielt til bekæmpelse af fugt i kældre, som stiller særlige krav. Da kældre ofte er plaget af indtrængende radon vil den soldrevne ventilation samtidig reducere dette automatisk.  Driften af anlæggene udvides herefter med ekstern spænding fx fra el-net eller fra et batteri, så luftskifte sikres uanset om solen skinner.  
Helt nye anlægstyper til tørring af afgrøder er på vej fra 2018. Der er ekstremt stort behov i tropiske og subtropiske lande for at kunne tørre afgrøder, så de kan holde sig i op til 2 år. Alternativt går mange afgrøder til spilde. Ca 40% i fx Kenya og Uganda. 

## Markedet
Det blev først og fremmest hos kunder med sommer- og fritidshuse SolarVenti slog an. Her er brugen af SolarVenti meget oplagt, fordi det typiske behov for sommerhusejeren er at holde bygningsværk og interiør fugtfrit uden for sæsonen. Sammen med behovet for at komme til et tørt indeklima, når sæsonen starter. Samtidig med at luftsolfangeren giver huset et varmetilskud. 
Størstedelen af SolarVenti's kunder var oprindeligt fritidshus- og sommerhusejere. Men stadigt flere nye typer kunder kommer til. Kunder bruger SolarVenti til blandt andet helårshuse, garager, museer, lagerbygninger, skibe, campingvogne og containerbygninger. Dog ser det vigtigste marked i Danmark fra 2017 og fremad ud til at   være anlæg til bekæmpelse af fugt og radon i kældre. 

## Særlige forhold for brug af luftsolvarme til fugtige huse og kældre
Siden 2015 har der været fokus på den risiko der opstår ved brug af underdimensionerede anlæg til fugtige huse. Det er samme fænomen som kendes fra korntørring og som der advares kraftigt om i landbrugsvidenskabelige skrifter og anvisninger. Trækkes en varm luftstrøm for langsomt igennem kornet vil fugten blot kondensere igen inden luften når ud af kornmassen. Kornet rådner herefter.  Tilsvarende vil en for langsom varm luftstrøm gennem et fugtigt hus blot flytte fugt fra den ene rum til det næste, hvor den så kondenserer igen. En artikel i "Ingeniøren" fra 21. august 2015 belyser disse forhold indgående. DTU og DTI har desuden bekræftet disse fysiske fænomener.   Dette forøger vigtigheden af at udbydere af luftsolvarmeanlæg til brug i fugtige huse fremlægger korrekt dokumentation for anlæggenes ydelse og anvendelighed til formålet. 

## Ekstern henvisning
- firmaets hjemmeside: SolarVenti Luftsolfangere & Solvarme – ventilation, affugtning & indeklima